# Flèche wallonne 1939
La 4e édition de la Flèche wallonne a lieu le 18 juin 1939, sur une distance de 260 kilomètres.
La victoire revient au Belge Edmond Delathouwer, précédant Hubert Sijen et Albert Perikel.

## Classement final
| #  | Coureur            | Équipe               |    | Temps           |
| -- | ------------------ | -------------------- | -- | --------------- |
| 1  | Edmond Delathouwer | Mercier              | en | 7 h 14 min 00 s |
| 2  | Hubert Sijen       | Helyett-Hutchinson   | +  | 55 s            |
| 3  | Albert Perikel     | De Dion-Bouton       |    | 55 s            |
| 4  | Albertin Dissaux   | Helyett-Hutchinson   |    | 1 min 00 s      |
| 5  | Edgard De Caluwé   | Dilecta-Wolber       |    | 1 min 00 s      |
| 6  | Camiel Michielsens | R.Lapébie-Hutchinson |    | 1 min 00 s      |
| 7  | Médard Barbe       | Mercier              |    | 1 min 00 s      |
| 8  | Constant Lauwers   | Helyett-Hutchinson   |    | 1 min 00 s      |
| 9  | Albert Beirnaert   | Alcyon-Dunlop        |    | 1 min 00 s      |
| 10 | Kamiel Beeckman    | Helyett-Hutchinson   |    | 1 min 00 s      |